# Prilidiano Pueyrredón
Pour les articles homonymes, voir Pueyrredón.
Prilidiano Pueyrredón (Buenos Aires, Argentine, 1823 ― San Isidro, Argentine, 1870) est un peintre, ingénieur et architecte argentin.
En tant qu'ingénieur ― diplômé de l’Institut polytechnique de Paris ―, il fut chargé par la municipalité de Buenos Aires de réaliser d’importants ouvrages d’ingénierie et d’embellissement urbain. En tant que peintre, formé à l'école romantique, il se vit confier par les membres de l’aristocratie portègne de l'époque le soin d’exécuter leur portrait ; parallèlement, il peignit des tableaux de genre mettant en scène la vie campagnarde des environs de la capitale argentine, évocations peuplées de personnages pampéens typiques, faisant de lui l’un des précurseurs de la peinture argentine « nationale ».

## Biographie

### Jeunesse
Fils du militaire et homme politique Juan Martín de Pueyrredón, qui fut Directeur suprême des Provinces-Unies du Río de la Plata entre 1816 et 1819, et de la patricienne portègne María Calixta Tellechea y Caviedes, le jeune Prilidiano Pueyrredón suivit les cours du collège de l’Indépendance (en esp. Colegio de la Independencia), établissement aristocratique dirigé par Percy Lewis, et y acheva sa formation primaire. La famille Pueyrredón ayant ensuite déménagé pour l’Europe en 1835, c’est donc sur le vieux continent qu’il poursuivra ses études, notamment à Paris pendant une année. Il passait les vacances d’été à Cadix, où son père possédait une maison de commerce spécialisée dans l’importation de cuirs d’Argentine.
Six ans plus tard, les relations entre la France et l’Argentine, alors gouvernée par le dictateur Juan Manuel de Rosas, s’étant détériorées par suite du refus de celui-ci d’accorder des privilèges commerciaux aux vaisseaux français — crise qui ne devait se résoudre que quelques années plus tard, avec la bataille de la Vuelta de Obligado —, les Pueyrredón décidèrent de quitter l’Europe et de s’établir à Rio de Janeiro. L’atmosphère libérale de la société carioca attisa la vocation artistique du jeune Pueyrredón, et à son retour à Paris trois ans plus tard, il obtint de son père l’autorisation d’entreprendre des études d’ingénieur à l’Institut polytechnique de Paris.

### Retour à Buenos Aires

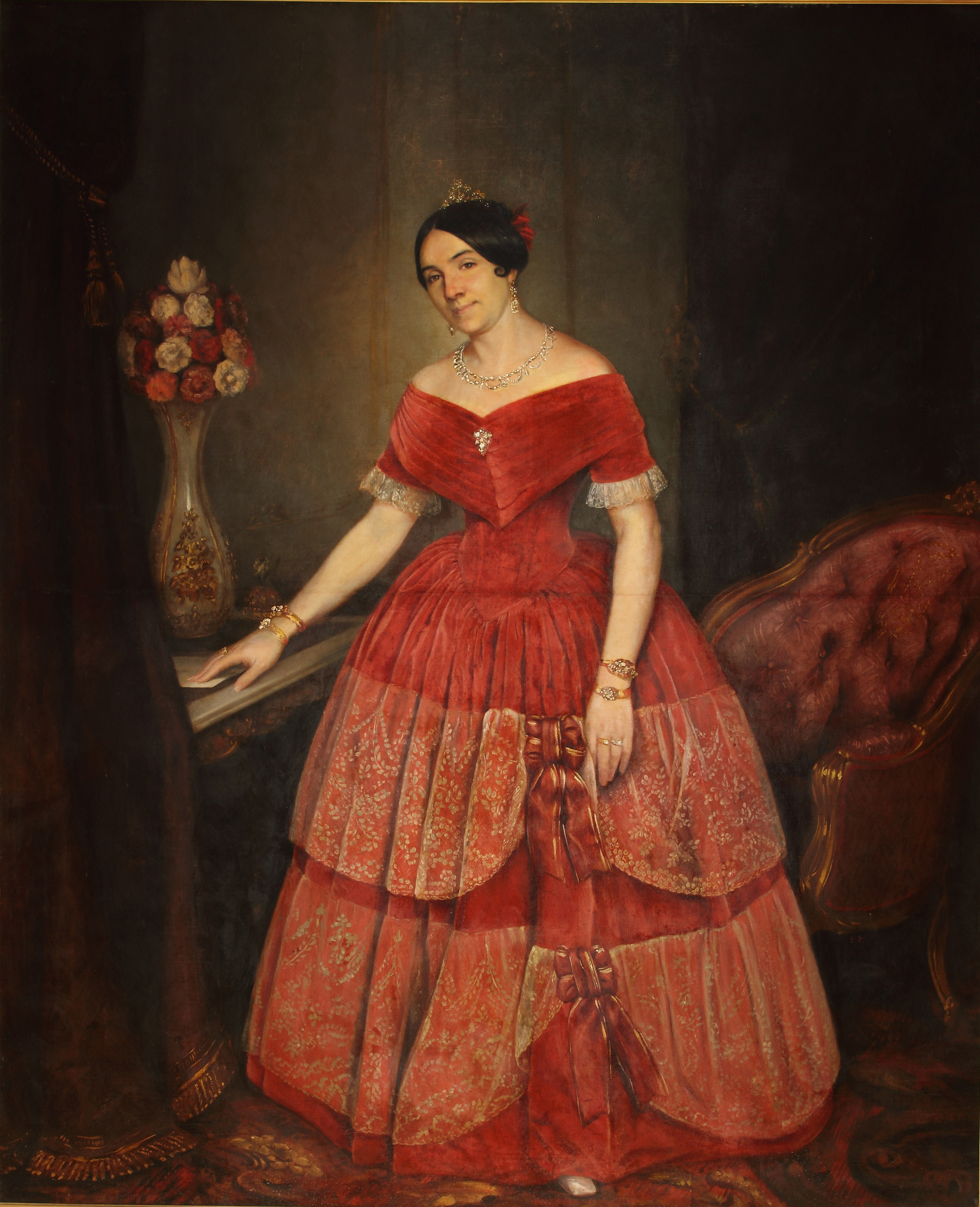
Portrait de Manuelita Rosas, fille du dictateur Juan Manuel de Rosas, par Prilidiano Pueyrredón.

En 1849, le général Pueyrredón se trouvant très malade, la famille au complet s’en retourna à Buenos Aires. L’année suivante, le général mourut dans la maison de campagne familiale de San Isidro, aujourd’hui dans la proche banlieue de Buenos Aires. Bien que le jeune Prilidiano, doté maintenant de son diplôme d’ingénieur, apparût comme une figure singulière dans la société portègne de l’époque, et que des rumeurs circulassent à propos de son immoralité — il fut en effet le premier peintre à Buenos Aires à produire des nus féminins, dont deux, la Sieste et le Bain, ont été conservés et appartiennent aux collections du Musée national des Beaux-Arts d’Argentine —, il sut toutefois s’intégrer suffisamment que pour se voir confier le soin de réaliser le portrait de diverses personnalités de l’aristocratie locale ; ainsi lui fut-il donné en 1851 de peindre Manuelita, la fille de Rosas, peu avant la chute du caudillo, ainsi que nombre d’autres notabilités de la société argentine.
Cependant, au milieu de cette même année 1851, la rupture avec sa cousine et voisine Magdalena Costa, qu’il courtisait, le poussa à quitter Buenos Aires et à séjourner temporairement à Cadix, où il engendra son unique fille, fruit d’une aventure avec une demoiselle gaditane.

### Maturité
En 1854, Prilidiano Pueyrredón finit par retourner à Buenos Aires et mit ses compétences d’ingénieur et d’architecte au service de la municipalité de la ville, qui était alors la capitale d’un État indépendant, séparé de la Confédération argentine, et déployait une intense activité en matière de travaux publics. Il apporta son concours aux travaux de restauration et d’agrandissement de plusieurs monuments, notamment de la chapelle de la Recoleta, de l’obélisque, dit Pyramide de Mai, sur la place de Mai, et de la Casa Rosada ; en tant qu’urbaniste, il dessina les plans de la Plaza de la Victoria, d’un parc près du Paseo de Julio (actuelle Avenida Leandro N. Alem), et du pont du quartier de Barracas. C’est lui qui dressa les plans de la demeure que Miguel de Azcuénaga fit ériger à Olivos, faubourg nord-ouest de la capitale argentine, demeure dont il sera fait don plus tard au gouvernement fédéral, comme résidence à l’usage du Président de la Nation, et connue aujourd’hui sous l’appellation de Quinta de Olivos.
Sur le plan de sa production picturale, la décennie 1850, mais surtout la décennie 1860, apparaît comme sa période la plus prolifique. De ces années ont été conservées 223 œuvres, dont plus de la moitié sont des portraits, souvent des commandes de notables de la haute société. Il aborda également ― et fut l’un des premiers à le faire ― la thématique faubourienne et gauchesque, en la traitant en accord avec les principes romantiques dont il s’était imprégné en Europe. Dans cette catégorie sont à ranger plusieurs de ses réalisations les plus célèbres, scènes agrestes des rives du Río de la Plata ou évocations campagnardes et bucoliques de la Pampa : Un alto en el campo (Une halte à la campagne, 1861), Capataz y peón de campo (Intendant et valet, 1864), Lavanderas en el Bajo de Belgrano (Lavandières à Bajo de Belgrano, 1865), ou Recorriendo la estancia (En parcourant le domaine, 1865).
En 1862, on le chargea de réaliser un pont sur le fleuve Riachuelo, à la hauteur de l’actuel quartier de Barracas, dans la banlieue sud de la capitale argentine. Il avait conçu un pont tournant extraordinaire pour l’époque. Cependant, lorsque le pont fut ouvert au public, une imprévision dans la mise en place des pilots fit se détraquer le mécanisme puis s’affaisser le terrain, entraînant finalement le pont lui-même, qui s’écroula. Les sommes que les entrepreneurs y avaient engagées avaient été considérables. En 1867, Pueyrredón conclut un nouveau contrat avec le gouvernement et prit sur lui de financer l’ouvrage. Toutes ces péripéties eurent un effet délétère sur sa santé.
Prilidiano Pueyrredón décéda dans la maison de campagne familiale de San Isidro le 3 novembre 1870, à l’âge de 47 ans, sans avoir pu assister à l’achèvement du pont, qui fut inauguré le 9 novembre 1871 ; l’ouvrage d’art, nommé pont Pueyrredón en son honneur, sera cependant emporté par une crue du fleuve en 1884. Sa figure comme artiste tomba dans l’oubli jusqu’aux années 1930, lorsqu’on le redouvrit comme un précurseur de la peinture dite « nationale ». Particulièrement bien coté depuis lors est le portrait qu’il peignit de son père.

## Œuvres

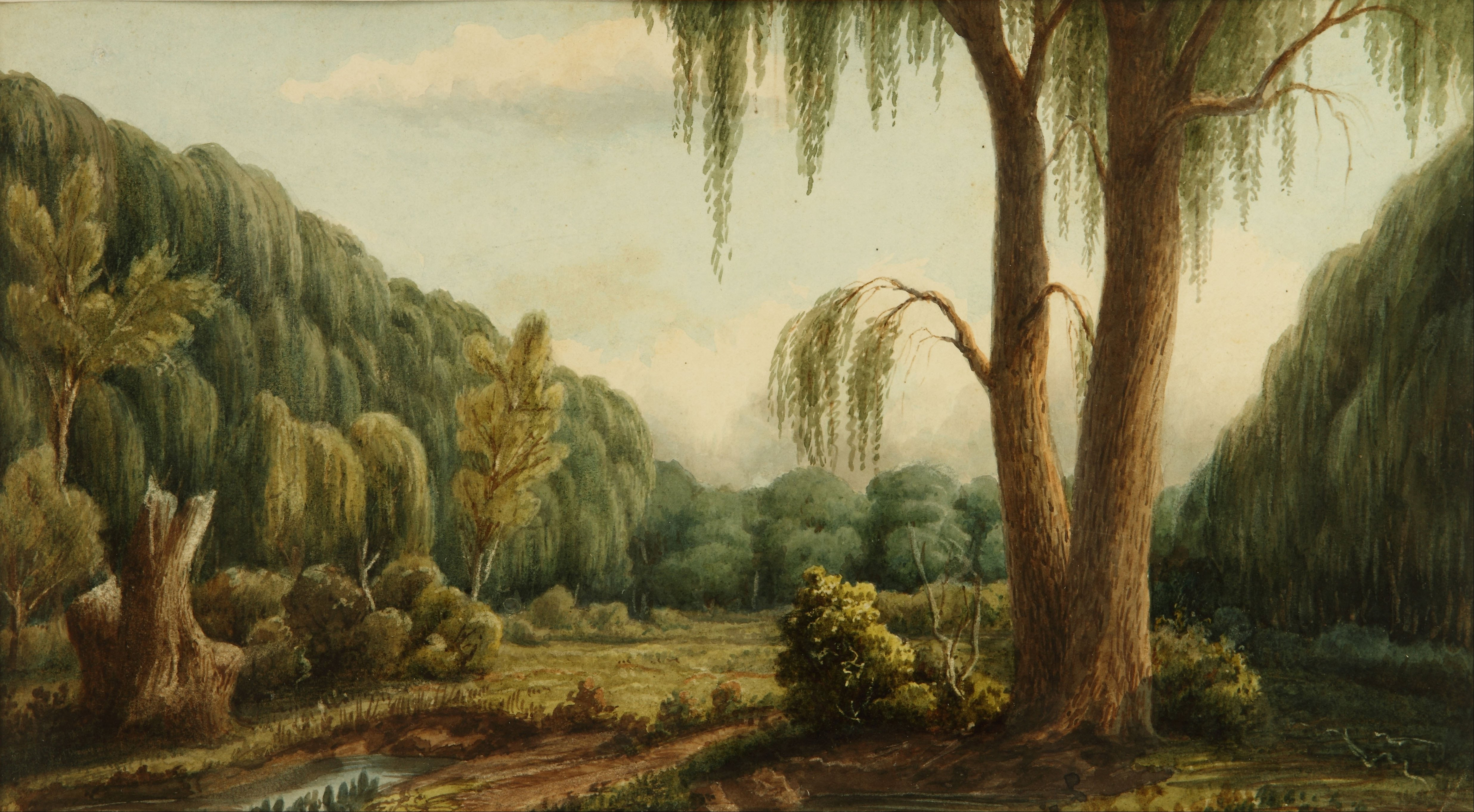
Bosque de Palermo (Bois de Palermo, 1840)
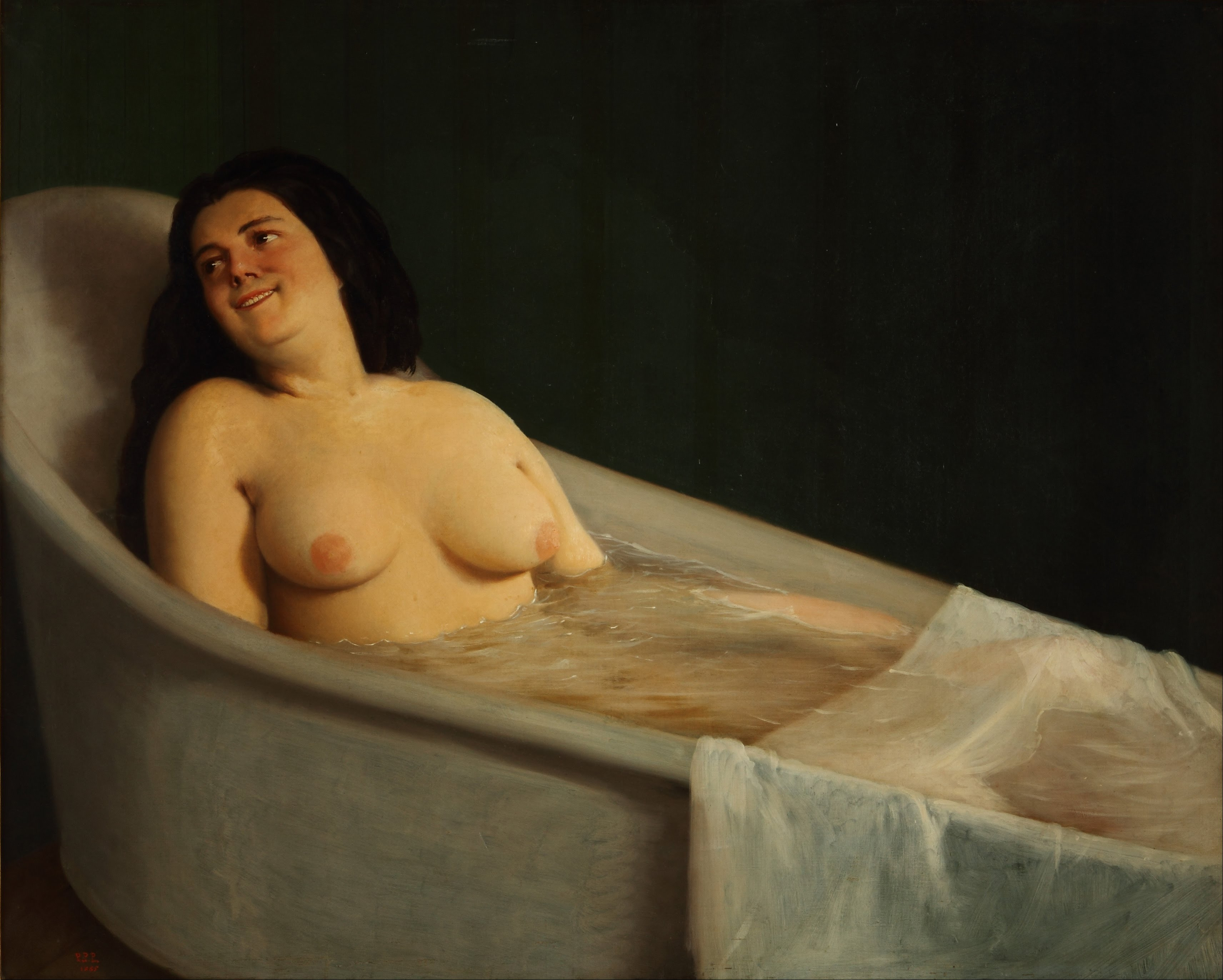
El baño (le Bain, 1865).
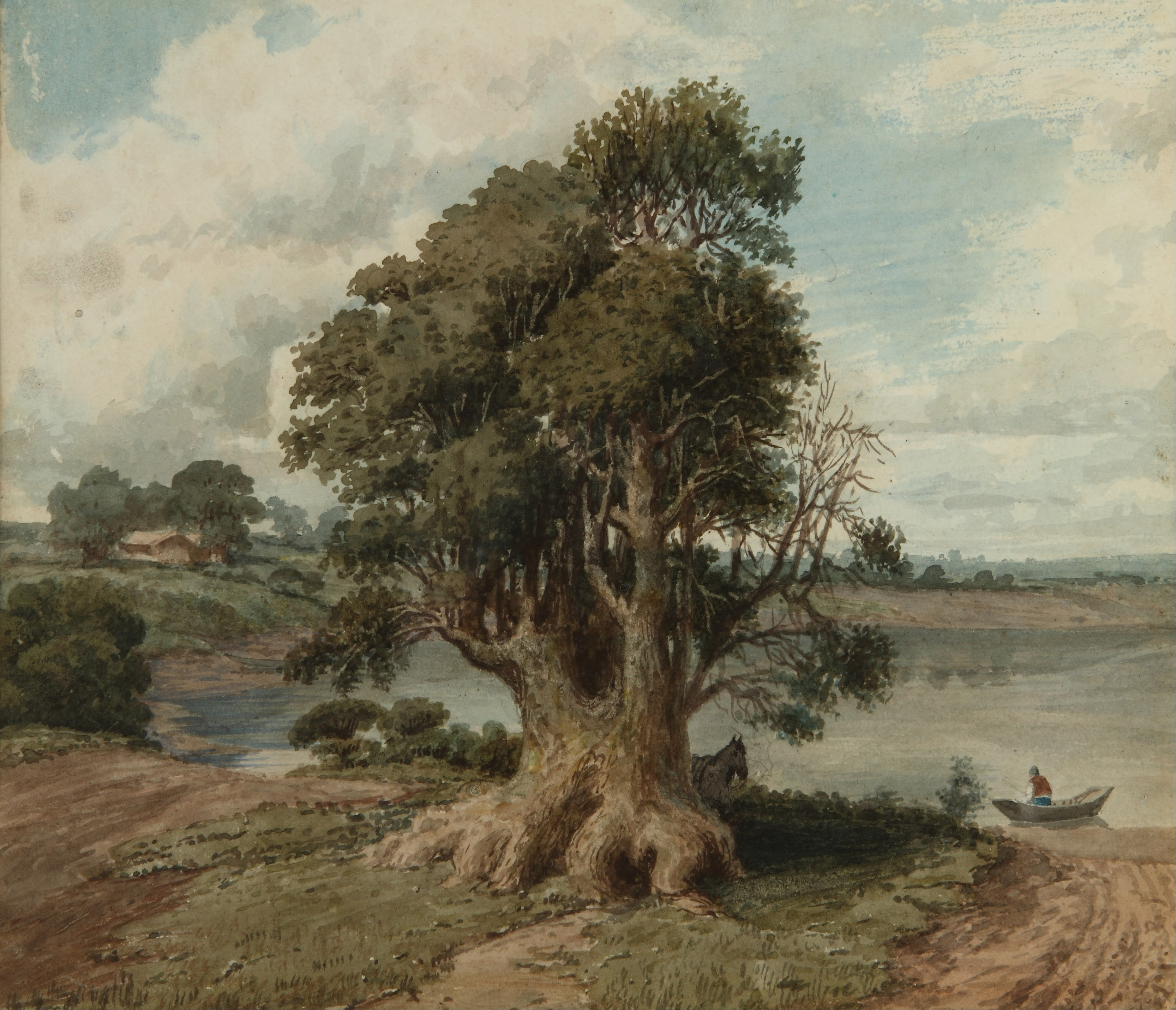
Paisaje de la costa (Paysage de la côte)
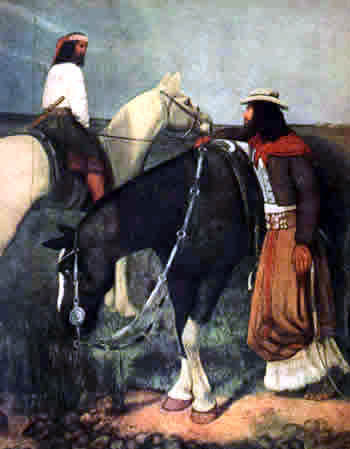
Capataz y peón de campo (Intendant et valet, 1864)
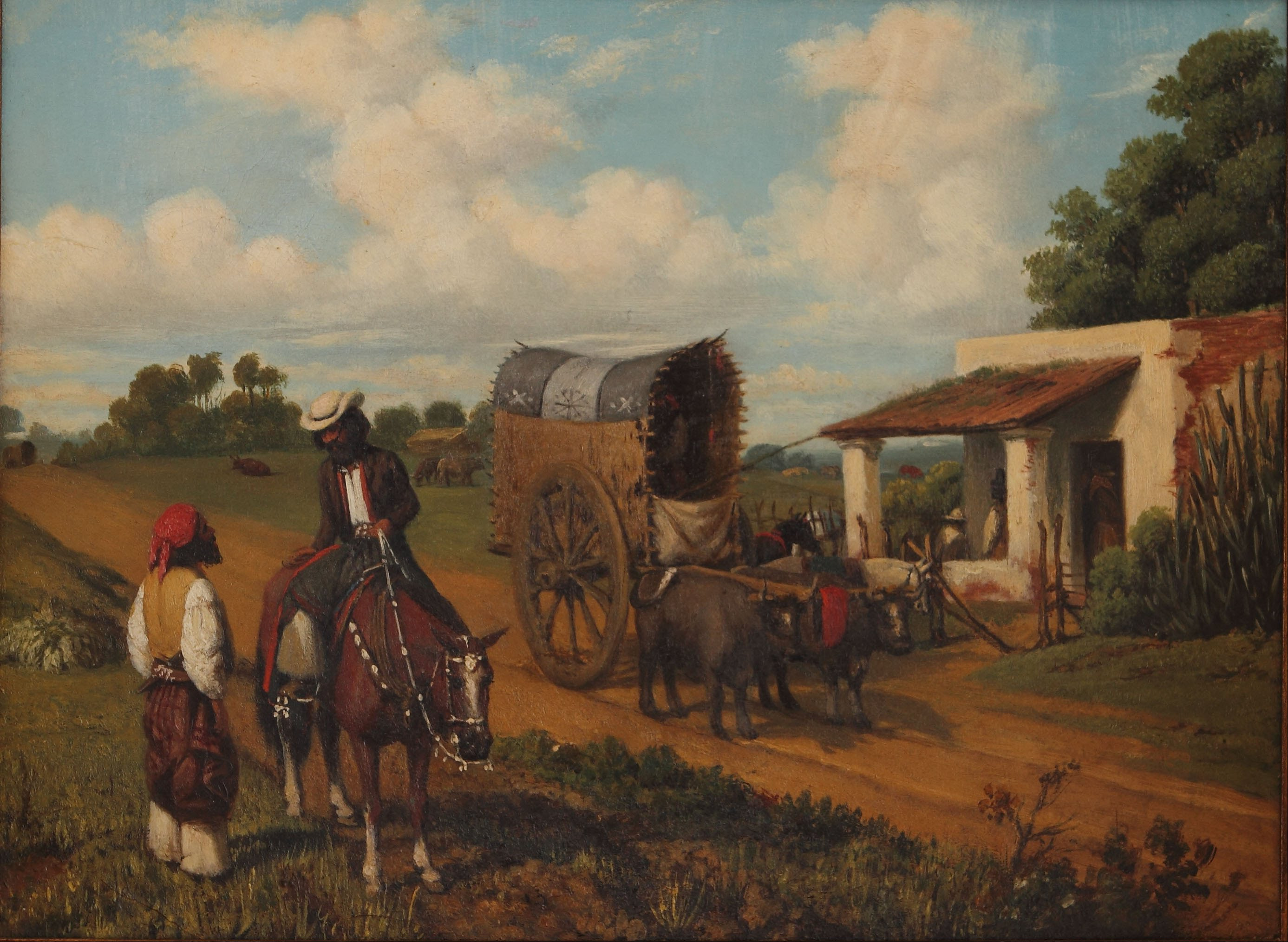
Un alto en la pulpería (Halte devant l’épicerie de campagne, vers 1860)
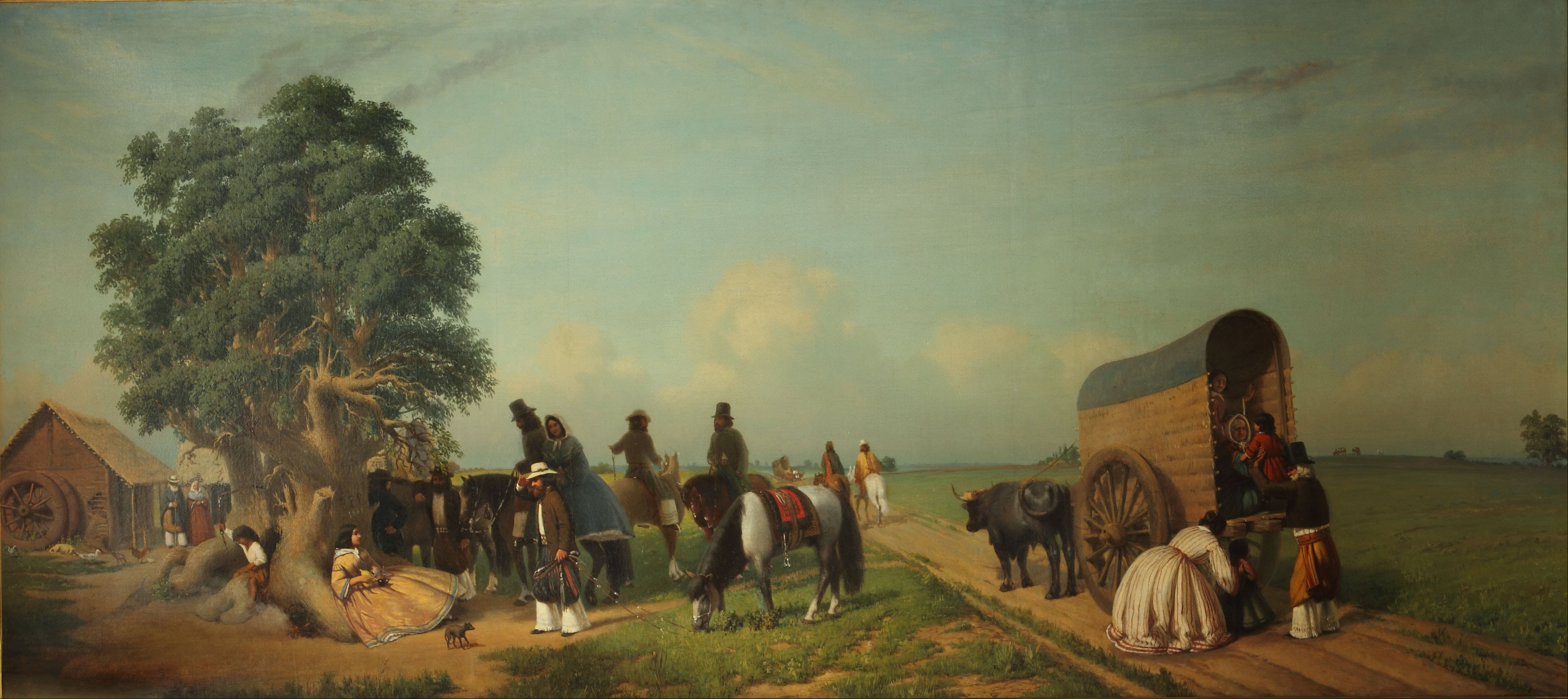
Un alto en el campo (Une halte à la campagne, 1861)